# Marin Mersenne
«  Mersenne » redirige ici. Pour les autres significations, voir Mersenne (homonymie).
Pour les articles homonymes, voir Marin.
Marin Mersenne (1588-1648), connu également sous son patronyme latinisé Marinus Mersenius, est un religieux français de l'ordre des Minimes, érudit, physicien, mathématicien, musicologue et philosophe. 
On lui doit les premières lois de l'acoustique (lois de Mersenne) et, concomitamment avec Galilée, les premières formules de la loi de la chute des corps. Ecclésiastique à la culture encyclopédique et aux centres d'intérêt multiples, il fut l'une des figures centrales des érudits de son temps et, selon de Waard, le « secrétaire général de l'Europe savante ».

## Biographie

### Formation et premiers couvents
Né de Jeanne Moulière et de Julien Mersenne, dans une famille pauvre du hameau de la Soultière, il passe ses premières années au collège du Mans, puis étudie au collège de La Flèche. Il en est l'un des premiers élèves et y était condisciple de René Descartes. 
En 1609 il rejoint le collège royal de Paris et la Sorbonne, où il achève ses études en 1611. Il accomplit son noviciat dans les couvents des Minimes de Nigeon et de Fublaines, où il revêt la robe de cet ordre, l'habit noir de laine grossière aux manches larges et ceint par un mince cordon noir. En 1612, il est ordonné prêtre. L'année suivante il réside au couvent Saint-Pierre de Fublaines près de Meaux, puis enseigne la philosophie et la théologie au couvent des Minimes de Nevers, dont un de ses étudiants, Hilarion de Coste, deviendra son confident et son biographe.
En 1619, il est nommé « correcteur » du Collège de Nevers, mais, vers la fin de l'année, il obtient un poste de professeur au couvent des Minimes de la place Royale (place des Vosges) à Paris, dont il devient le supérieur deux ans plus tard, et où il passe le reste de sa vie. 

### Un catholique intransigeant

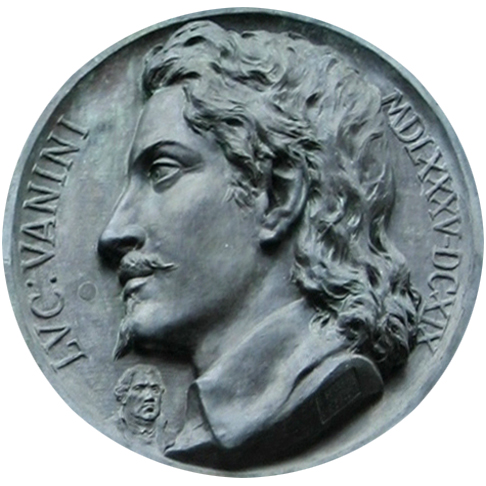
Giulio Cesare Vanini.

Pythagoricien, et convaincu avec Kepler de « l'harmonie universelle », il rompt avec cet idéalisme et en 1623, il critique la Kabbale chrétienne, Zorzi et ses contemporains déistes ou athées dans ses Quæstiones celeberrimæ sur la Genèse. Il y condamne Giulio Cesare Vanini et affirme approuver son supplice,. Selon ses propres estimations, Paris compte alors 50 000 athées ou libertins. Il dresse la liste des écrivains coupables à ses yeux d'athéisme : elle comprend Giordano Bruno, Vanini, Pierre Charron, Jérôme Cardan, Machiavel, Abraham Gorlaeus, Jacques Charpentier, Sébastien Basson, Nicholas Hill (en), Tommaso Campanella, etc. Il appelle contre eux les flammes et la main du bourreau,.
L'année suivante, il s'oppose à l'Anglais Robert Fludd, tenant de la chiromancie, dont il condamne la croyance en l’astrologie et appelle son interdiction en Angleterre. En septembre 1624, il se lie d'amitié avec Pierre Gassendi. Il publie cette année-là, L’Impiété des déistes, athées et libertins de ce temps, combattue et renversée de point en point par des raisons tirées de la philosophie et de la théologie. Défenseur de la foi catholique, Mersenne se fait alors le tenant des « idées innées » et d'un être souverainement parfait. Il critique à rebours le renouveau ésotérique, marqué par l’apparition des Rose-Croix en 1625 et publie cette même année La Vérité des sciences contre les sceptiques et les pyrrhoniens. Il montre au travers de ces réfutations qu'il connaît parfaitement les théories du philosophe nolain Giordano Bruno. Il rejette sa croyance en l’âme du monde, la transmigration des âmes, la pluralité des mondes et, surtout, la volonté — qu'il lit dans les œuvres de Giordano Bruno — de ramener les mystères de la foi à des causes naturelles ; d'un même mouvement, il est son premier traducteur (relativement fidèle) en français, et son premier vulgarisateur.
En 1626, Mersenne se lie d'amitié avec René Descartes et publie des traductions d'Euclide, d'Apollonios de Perga, d'Archimède, de Serenus, de Ménélas et de Francesco Maurolico. En 1627, il publie son premier traité de l'harmonie universelle sur la musique où sont contenues les théories des anciens et des modernes.

### Un scientifique à la recherche de la voie

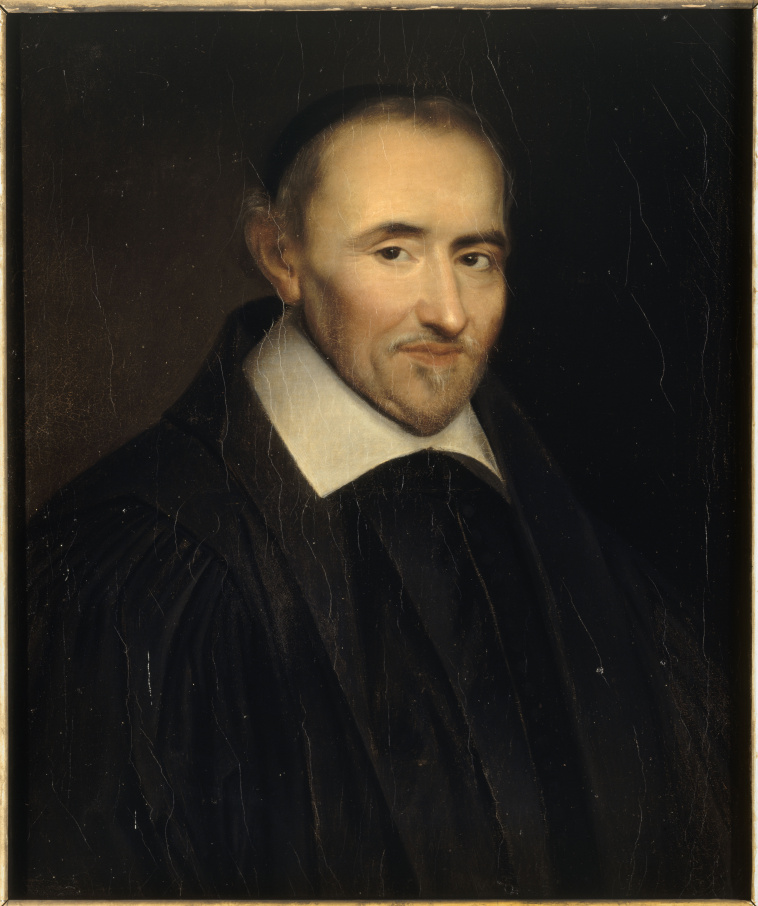
Pierre Gassendi.

Le 20 janvier 1628, il observe une éclipse de Lune avec son ami Claude Mydorge ; ces observations rejoignent celle de Nicolas-Claude Fabri de Peiresc, dont ce dernier est l'instigateur, et permettent de corriger la distance Aix-Paris. La même année, il assiste chez le nonce apostolique à l'exposé par Descartes des premiers éléments de sa méthode.
De 1629 à 1630, il voyage en Hollande pour se soigner aux eaux de Spa ; il y rencontre de nombreux savants, dont Martin van den Hove (Hortensius) et le père Malapert. Certaines de ces rencontres, avec des savants soupçonnés d'hérésie, lui seront reprochées ; on dit qu'il en fut affecté. De retour à Paris en 1630, il propose à Gilles Personne de Roberval le problème de la cycloïde. Deux de ses amis, François de La Noue et Jean Duret, lui ayant déjà servi de prête-nom, il demanda alors à Gassendi de composer un examen de la doctrine de Fludd à laquelle il ne veut pas répondre personnellement.
Il publie, peu après l'abjuration de Galilée, le 22 juillet 1633, les Mechaniques, une œuvre d'inspiration manifestement pro-galiléenne ; et en 1639, il traduit les Nouvelles Pensées de l'italien. Pour autant, il se tient dans une position d'attente et refuse de se déterminer en faveur du système copernicien. Pour lui, « il n'y a pas de démonstration naturelle qui contraigne d'embrasser la stabilité ou la mobilité de la Terre. » En 1634 se fixe sa doctrine, avec la création de l'Academia Parisiensis, qui rejoint dans son éclectisme celles de ses deux amis, Thomas Hobbes et Pierre Gassendi.
Le 18 août 1635, il observe de nouveau une éclipse de lune pour en rendre aussitôt compte à Peiresc. Il s'entremet de nouveau pour Peiresc et visite pour lui les systèmes d'alimentation de fontaines de Paris, de Rougi, de Bellevile et de Liancourt ; ces expériences le conduisent 1 500 pas sous terre. Il témoigne encore son amitié à l'abbé de Guitres en lui communiquant ses idées sur la musique dans un tirage à part de son Harmonicorum Libri. En 1637, à la mort de Peiresc, il se rapproche encore davantage de Gassendi, avec lequel il partage enfin la même volonté de réfuter le dogmatisme mais dépasser le scepticisme.

### Academia Parisiensis

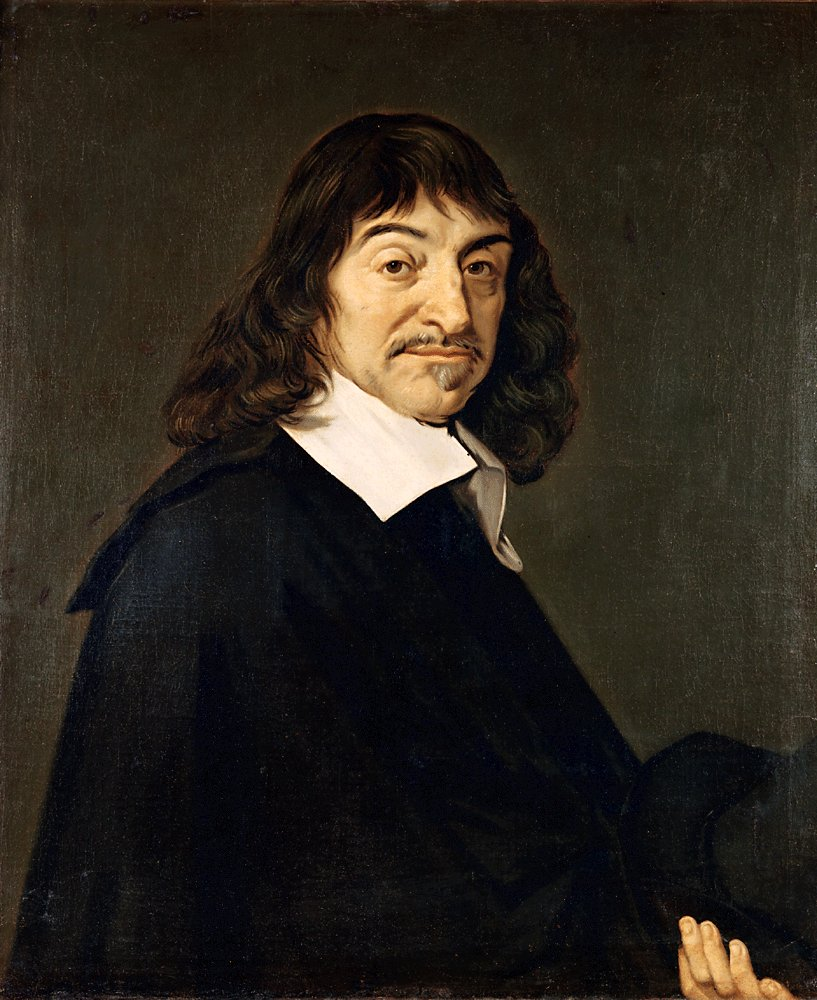
René Descartes.

L’Académie de Mersenne n'est pas à proprement parler une institution ; le père minime recherche des vérités démontrées, et se défie de l'autorité des auteurs anciens. C'est cette volonté qui préside en 1635 à la création de l'Academia Parisiensis, qui préfigure celle créée par Colbert en 1666. Mersenne est resté célèbre car, à une époque où la presse scientifique n'existait pas encore, il fut (après les frères Dupuy, Pierre et Jacques, dont il fréquenta l'Académie ouverte aux provinciaux de passage à Paris) le centre d'un réseau d'échange d'informations, prémices de la future Académie des sciences : en témoigne sa très volumineuse correspondance (en latin comme en français) avec d'autres mathématiciens et scientifiques de nombreux pays, comme Descartes, Gassendi, Peiresc, dont il fut véritablement l'ami, Wilhelm Schickard dont il connaît l'horloge à calculer, Pierre de Fermat, Jean-Baptiste Van Helmont, Godefroy Wendelin, Ismaël Bouillaud, Adrien Auzout ou Torricelli.
L'Académie de Mersenne se tient dans les maisons de chacun de ses membres, puis, ne pouvant se déplacer qu'avec difficulté, le père minime reçoit ses savants amis dans sa cellule, de façon informelle mais à des jours fixés à l'avance. Il a près de cent quarante correspondants et par ce biais il fait connaître les uns aux autres. Dans le but de faire progresser la connaissance, il ne craint pas de provoquer malicieusement des disputes entre ses savants amis pour qu’ils puissent confronter leurs points de vue respectifs, ce qui peut être l’origine de querelles violentes. Il n'a pas hésité par exemple à divulguer des lettres sans l'accord de leur expéditeur.
On compte, dans cette Académie, nombre de mathématiciens, mais aussi quelques astronomes, des philosophes, des imprimeurs, des jésuites (Pierre Bourdin), des conseillers d'État (Pierre Brûlart de Saint Martin), des médecins, des ingénieurs, des artisans et surtout : Pierre Hérigone, Christian Huygens, Étienne Pascal puis Blaise Pascal, Pierre Gassendi, Girard Desargues, Thomas Hobbes, Jean de Beaugrand, Carcavy, Gilles Personne de Roberval, Claude Mydorge, Claude Hardy, Pierre Petit (l'intendant des fortifications de Rouen), Frénicle de Bessy, mais aussi des philosophes, des littérateurs, des gens de cour… On y compte également Jean-Baptiste Chauveau, Florimond de Beaune et Thomas Campanella… Ils entrent en correspondance avec Fermat et Descartes par l'entremise du père minime. Leur liste sera dressée par Hilarion de Coste et montera jusqu'à 180 noms, classés en cinq catégories selon un ordre parfois surprenant.
Entre 1637 et 1638, il entretient la polémique autour de la doctrine de Descartes, sa Dioptrique, la quadrature de la roulette, la rivalité de Descartes et de Fermat sur la question des tangentes, celle de Beaugrand et de Descartes sur ses emprunts à François Viète.
En 1639, c'est « très probablement » lui qui traduit, de façon anonyme et assez libre, le De veritate (en) ou théorie de la vérité de l'ambassadeur et stoïcien anglais Edward Herbert de Cherbury, qui prend pour règle de la vérité le consentement universel (cette définition s'oppose nettement à celle de Descartes). Il en communique le traité à Gassendi, qui reproche à l'Anglais son « optimisme anthropologique ». La même année, il voyage dans l'Est de la France.
En 1641, il provoque les objections de Hobbes et de Gassendi aux Méditations de Descartes, et il fait publier peu après le manuscrit de ces méditations, de ces critiques et des réponses de l'auteur.

### Les derniers voyages

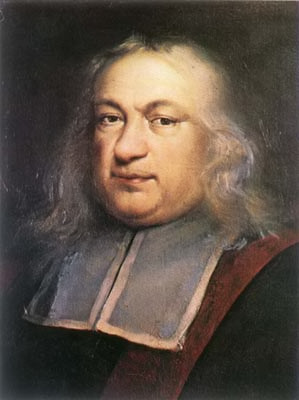
Pierre de Fermat.

En 1644, il voyage en Provence et en Italie, où il découvre les expériences d'Evangelista Torricelli ; à son retour, il publie ses Cogita physico-mathematica. À une demande du socinien Florianus Crusius, qui veut prouver l'existence de Dieu, il l'incite à la prudence sur ce sujet en 1645 dans une lettre où il évoque les croyances de ses amis géomètres, manifestant ainsi tout le chemin qu'il a parcouru depuis ses diatribes contre les sceptiques :

« Quand vous direz : « Dieu est ou possible ou impossible : s'il est possible, il existe déjà ; s'il est impossible, qu'on nous montre la contradiction ! », ils vous diront qu'ils ne savent s'il implique contradiction ou non, que cela ne se peut pas démontrer. J'ai voulu vous avertir de toutes ces choses, afin que vous ne travailliez pas inutilement. Ces messieurs croient néanmoins par la foi que Dieu existe, car ils sont chrétiens; mais ils confessent et assurent que par la raison ils n'en peuvent être persuadés ou convaincus. »

À Rome, il rencontre également le père Athanase Kircher, à qui il apporte un exemplaire de son Harmonie universelle et avec qui il discutera de théorie musicale. Kircher le cite et le critique dans sa Musurgia universalis, notamment en ce qui concerne les échos paraboliques, dont Kircher nie la possibilité.

En 1646, il se rend à Bordeaux où il rencontre enfin Pierre de Fermat ; de retour à Paris, il complète son livre d'observations physiques et mathématiques ; mais il tombe malade après sa visite chez Descartes deux ans plus tard, en juin 1648, par une journée très chaude où il boit trop abondamment de l'eau fraîche. Le père Jean Aubry demeure alors auprès de lui jusqu'à la fin. Les médecins consultés lui ont diagnostiqué une pleurésie et ordonné de fréquentes saignées, puis une incision du côté droit, dont il mourut entre les bras de son ami Gassendi. Ce dernier écrivit quelques jours plus tard à son protecteur Louis de Valois : 

« À l'heure de son agonie, il pria les médecins de faire l'autopsie de son cadavre ; il voulait que par ce moyen ils connussent le caractère de son affection qu'ils avaient ignoré, et que cette connaissance leur servît pour traiter d'autres personnes atteintes du même mal. »

Les pères minimes dispersèrent à sa mort sa collection d'instruments d'optiques dont une grande lunette de cinq pieds. Hilarion de Coste publia sa biographie en 1649.

## Travaux

### Travaux en mathématique et physique
Les nombres premiers de Mersenne, de la forme 2p – 1, où p est lui-même premier, sont encore, à l'heure actuelle, l'objet d'une recherche active. Les sept premiers étaient déjà connus (jusqu'à l'exposant 19). Mersenne a fourni une liste de tels nombres premiers jusqu’à l'exposant 257. Cette liste était fausse car elle incluait les exposants 67 et 257, et omettait 61, 89 et 107. Il est aussi l'auteur d'autres travaux, dont un texte portant sur le problème des « isopérimètres ».
Les mathématiques n'étaient pas son unique centre d'intérêt ; il écrivit sur la théorie de la musique et sur d'autres sujets. Il publia les œuvres d'Euclide, d'Archimède et d'autres mathématiciens grecs.
Son œuvre dans le domaine de la physique fut également notable : étude de l'intensité du champ de gravitation au moyen du pendule, télescope à miroir parabolique, acoustique, vitesse de propagation du son, étude du vide (1644-1648), plans du premier sous-marin jamais construit, etc.
Philosophiquement, il n'adopta jamais le système proposé par son ami René Descartes et privilégiait en sciences le rôle de l'expérience qu'il tenait pour préalable à la théorisation.

### Travaux en musicologie
En tant que théoricien de la musique, il a publié une œuvre monumentale, l'Harmonie universelle, qui représente la somme des connaissances de son époque, et qu'il a rédigée en sollicitant les conseils et informations de nombreux experts contemporains, notamment Vincenzo Galilei. C'est la seule source disponible de certaines œuvres musicales. Il y préconise l'utilisation des demi-tons égaux (dont on donne parfois la paternité — à tort — à Werkmeister ou à Bach) ; il fait pour cela calculer à Jean de Beaugrand la racine douzième de 2 (qu'on appelait alors, suivant Viète, la onzième proportionnelle). Le but de sa méthode étant de faciliter le travail des fabricants luthiers.

### Travaux religieux
Il est également l'auteur d'œuvres proprement religieuses, visant à défendre le catholicisme contre L'impiété des déistes, athées et libertins de ce temps en 1624.

## Hommages
- En 1935, l'Union astronomique internationale a donné le nom de Mersenius à un cratère lunaire.
- Un amphithéâtre de l'université du Maine porte son nom[28].
- Une rue au Mans porte son nom (rue du Père-Mersenne)[29].
- L'association Mersenne fondée en 1994 au département de musicologie de l'université de Poitiers.
- Un astéroïde (8191) Mersenne porte son nom.
- La place d'Oizé porte son nom.
- Un générateur de nombres pseudo-aléatoires dont la période est basée sur un nombre premier de Mersenne comporte son nom : le Mersenne Twister.
- Le CNRS et l'université Grenoble Alpes ont créé un centre qui porte son nom, le Centre Mersenne, spécialisé dans l'édition électronique ouverte. https://www.centre-mersenne.org/
- L'école doctorale de philosophie de l'Université Paris 1 Panthéon-Sorbonne (ainsi que l'un de ses laboratoires de recherche) est située rue du Four dans un bâtiment renommé "Maison de la philosophie - Marin Mersenne".

## Ouvrages
- 1623 : Quæstiones celeberrimæ in Genesim - Questions sur la Genèse.

Cet ouvrage fut écrit comme un commentaire sur le livre de la Genèse et comprend des sections inégales introduites par des versets des trois premiers chapitres de ce livre. À première vue, le livre peut apparaître comme un ensemble de traités sur différents thèmes. Cependant, Robert Lenoble a montré que le principe d'unité dans l'œuvre est une diatribe contre les arts magiques et divinatoires, la Kabbale, les philosophies animistes et panthéistes. Il mentionne les études de Martin Del Rio dans la magie et critique Marsile Ficin pour avoir cherché le pouvoir dans les images et les caractères. Il condamne la magie astrale et l'astrologie et les anima mundi, concept populaire parmi les néoplatoniciens de la Renaissance. Alors qu'il autorisait une interprétation mystique de la Kabbale, il condamna violemment son application - particulièrement à l'étude des anges. Il critiqua aussi Pic de la Mirandole, Cornelius Agrippa et Francescus Giorgi prenant Robert Fludd comme cible principale. Fludd répondit avec Sophia cum moria certamen (1626). Le  Summum bonum (1629) anonyme, une autre critique de Mersenne, est un texte ouvertement rosicrucien. Le kabbaliste Jacques Gaffarel se joignit au parti de Fludd, alors que Pierre Gassendi défendit Mersenne.
- 1623 : Observationes et emendationes ad Francisci Georgii Veneti Problemata: in hoc opere cabala evertitur, editio vulgata… ou Observations à Francisco Zorzi ; publiées chez Sebastien Cramoisy. Disponible sur Gallica.
- 1623 : L'usage de la raison, éd. Claudio Buccolini, Paris, Fayard, Corpus des œuvres de philosophie en langue française, 2002, 122 p. Compte rendu rédigé par Jean-Pierre Cavaillé, paru dans la Revue Philosophique 127 (2002/4), p. 457-459.
- 1624 : L'impiété des déistes, athées et libertins de ce temps.
- 1625 : La vérité des sciences contre les septiques [sic] ou Pyrrhoniens : dédié à Monsieur, frère du roy par F. Marin Mersenne de l'ordre des Minimes chez Toussainct du Bray (Paris) Disponible sur Gallica. Édition et annotation par D. Descotes, Paris, Honoré Champion, 2003.
- 1626 : Synopsis mathematica.
- 1627 : Traité de l'harmonie universelle. Réédition chez Fayard Collection : Corpus des Œuvres de Philosophie en langue française. Parution : 26/11/2003, 135 × 215 cm, 456 pages  (ISBN 978-2-213-61591-2).
- 1634 : Questions inouïes et question harmoniques.
- 1634 : Questions morales, théologiques et mathématiques.
- 1634 : Les mécaniques de Galilée.
- 1635 : Traité de l'orgue, Paris, Pierre I Ballard.
- 1636-37 : Harmonie universelle :
  - 1636 : première partie, Sébastien Cramoisy ;
  - 1637 : seconde partie, Pierre Balard ;
  - réédition par le Centre national de la recherche scientifique (CNRS), Paris, 1965-1986 (facsimilé de l'exemplaire de l'auteur avec ses annotations, introduction de François Lesure). Trois tomes, 19 × 27 cm  (ISBN 2-222-00835-2).
  - des résumés en latin d'une partie de L'Harmonie universelle ont été publiés séparément : les Harmonicorum libri (1636, réémis en 1648 et 1652) et les Harmonicorum instrumentorum libri IV (1636, 1648, 1652) ; réédition en facsimilé chez Minkoff.
- 1639 : Les nouvelles pensées de Galilée (traduction et commentaires des Discours concernant deux sciences nouvelles de Galilée de 1638).
- 1644 : Universæ geometriæ mixtæque mathematicæ synopsis, disponible sur Gallica.
- 1644 : Cogitata physico mathematica, détaillée ci-dessous, disponible sur Gallica.
- 1647 : Novarum observationum physico-mathematicarum, détaillé ci-dessous et disponible sur Gallica.
- 1651 : L'optique et la catoptique, œuvre posthume publiée en français dans laquelle il parle du Soleil et la comparaison de sa lumière avec celles des flammes et bougies, des couleurs, de l'ombre, du fonctionnement de l'œil, de la réflexion de la lumière, des images virtuelles, et des miroirs et miroirs ardents. Disponible sur Gallica.

### LesCogitata physico mathematica
Les six livres des Cogitata comptent :
- le Tractatus de Mensuris Ponderibus, atque, nummis tam Hebraicis, quam Græcis, & Romanis ad Parisiensia expensis, qui porte sur l'analyse des poids et des unités de mesure grecques, hébraïques, romaines et françaises, y compris un long exposé sur les pièces de monnaie.
- Hydraulica pneumatica; arsque navigandi. Harmonia theorica, practica. Et mechanica phænomena, qui traite des phénomènes hydro-pneumatiques, des siphons, de la profondeur des océans et du sous-marin ; on y trouve aussi quelques considérations sur les clepsydres, les coniques et les cylindres.
- L'Ars navigandi. Hydrostaticæ, liber primuus. Liber secundus. De navigatione, seu histiodromia, traité de navigation nautique et subnautique, il porte aussi sur le magnétisme et donne quelques conseils sur l'art de gouverner un navire, les sous-marins, le sas, le renouvellement de l'air…
- Harmoniæ. Liber primus, De numero, pondere, & mensura fonorum. Liber secundus. De arte cantuum componendorum, seu Melopœia. Liber tertius. De arte symphonia, seu compositionis harmonicæ plurium vocum. Harmoniæ., traité portant sur la théorie musicale et sa pratique, notamment le chant et les instruments de musique (et plus particulièrement la cithare, le violon, la viole à 6 cordes, le clavecin…).
- F. Marini Mersenni Minimi Tractatvs mechanicus theoricvs et practicus, traité de mécanique, décrivant les balances, la pesanteur, les poids, les centres de gravité, les machines à contrepoids, l'effet des plans inclinés, la vis d'Archimède.
- F. Marini Mersenni Minimi Ballistica et acontismologia. In qua Sagittarum, Iaculorum, & aliorum Missilium lactus, & Robur Arcuum explicantur Index amplissimus omnium rerum, traité de balistique, où il décrit le lancer de flèches, discute la force des arcs, le mouvement du pendule, les forces de percussion, la résistance de l'air, les bombardes, et évoque la vitesse de la lumière et les mouvements de la Terre et du Soleil.

### LesNovarum observationum
Le traité des nouvelles observations physico-mathématiques ou Novarum observationum physico-mathematicarum est un ouvrage assez curieux, décomposé en deux parties bien distinctes. La première partie, quoique publiée sous le nom de Mersenne, est en réalité de Roberval. Cette partie est censément une traduction en latin d'un vieux texte écrit en arabe sur le système du monde. Prétendument écrit par Aristarque de Samos, il n'est en fait qu'un exposé des idées de Roberval (sans rapport avec celles d'Aristarque). Roberval reprend les propositions de Galilée sur le mouvement de la Terre, du Soleil et des planètes. On notera que l'inclusion de cette partie sous le nom de Mersenne dénote à tout le moins que Mersenne ne la désapprouvait pas. En faisant passer ces idées sous le nom d'Aristarque, Mersenne et Roberval se protégeaient manifestement de l'Inquisition.
La seconde partie est de Mersenne et reprend ses préoccupations de toujours : la balistique, les centres de gravité, le microscope, la cycloïde, les cylindres, les mesures et les poids, l'eau et le vide, la percussion, la chute des corps graves, les mouvements des corps, les sons, et les nombres. Le tout dans le désordre. Il s’agissait pour Mersenne de faire connaître sur ces différents points (il y en a vingt-huit) les derniers développements.